# Annette Gerritsen
Pour les articles homonymes, voir Gerritsen.
Annette Gerritsen, née le 11 octobre 1985 à Ilpendam, est une patineuse de vitesse néerlandaise.

## Palmarès

### Jeux olympiques
- Jeux olympiques d'hiver de 2010 à Vancouver ( Canada) :
  -  Médaille d'argent en 1 000 mètres